# 인공질

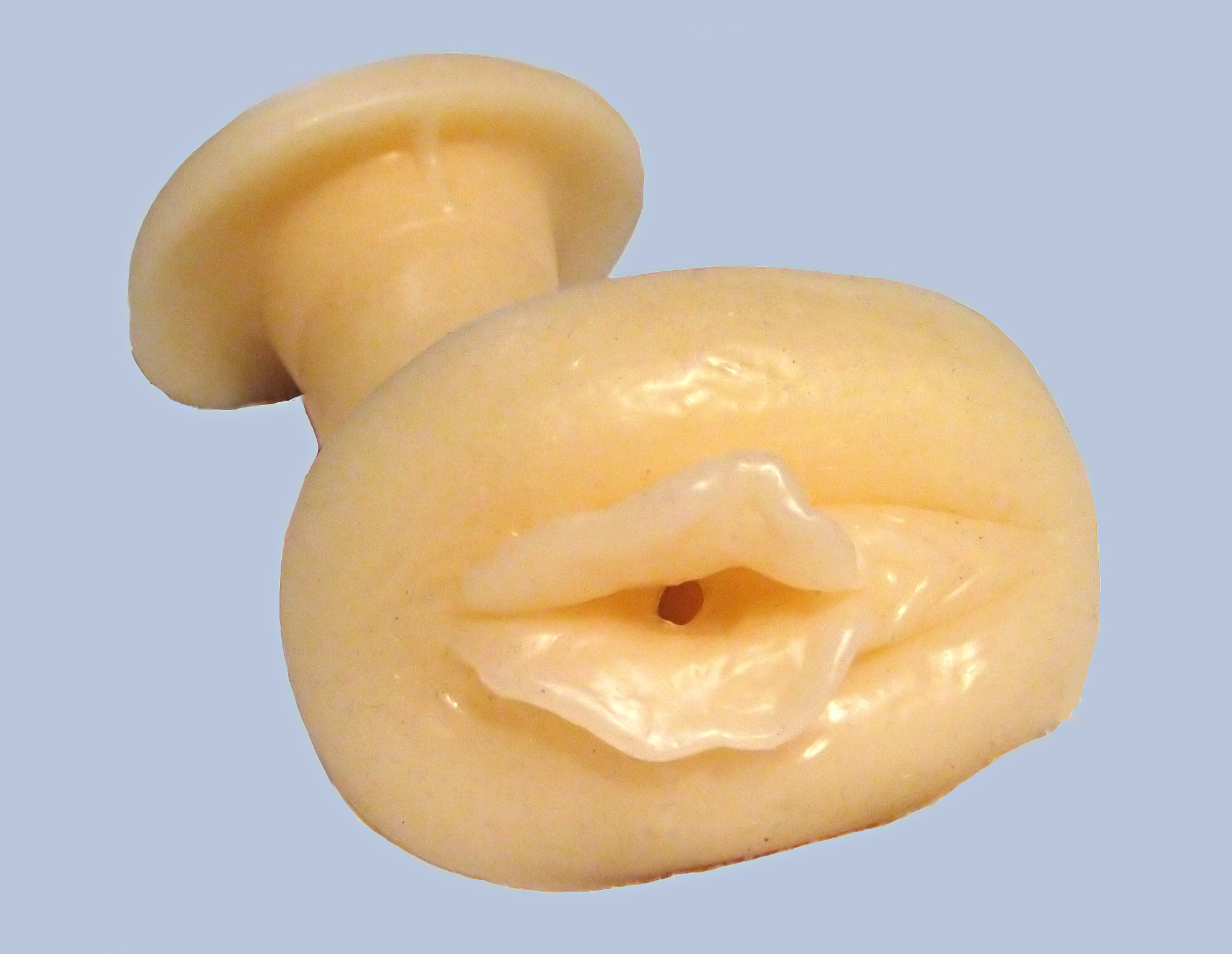
인공질

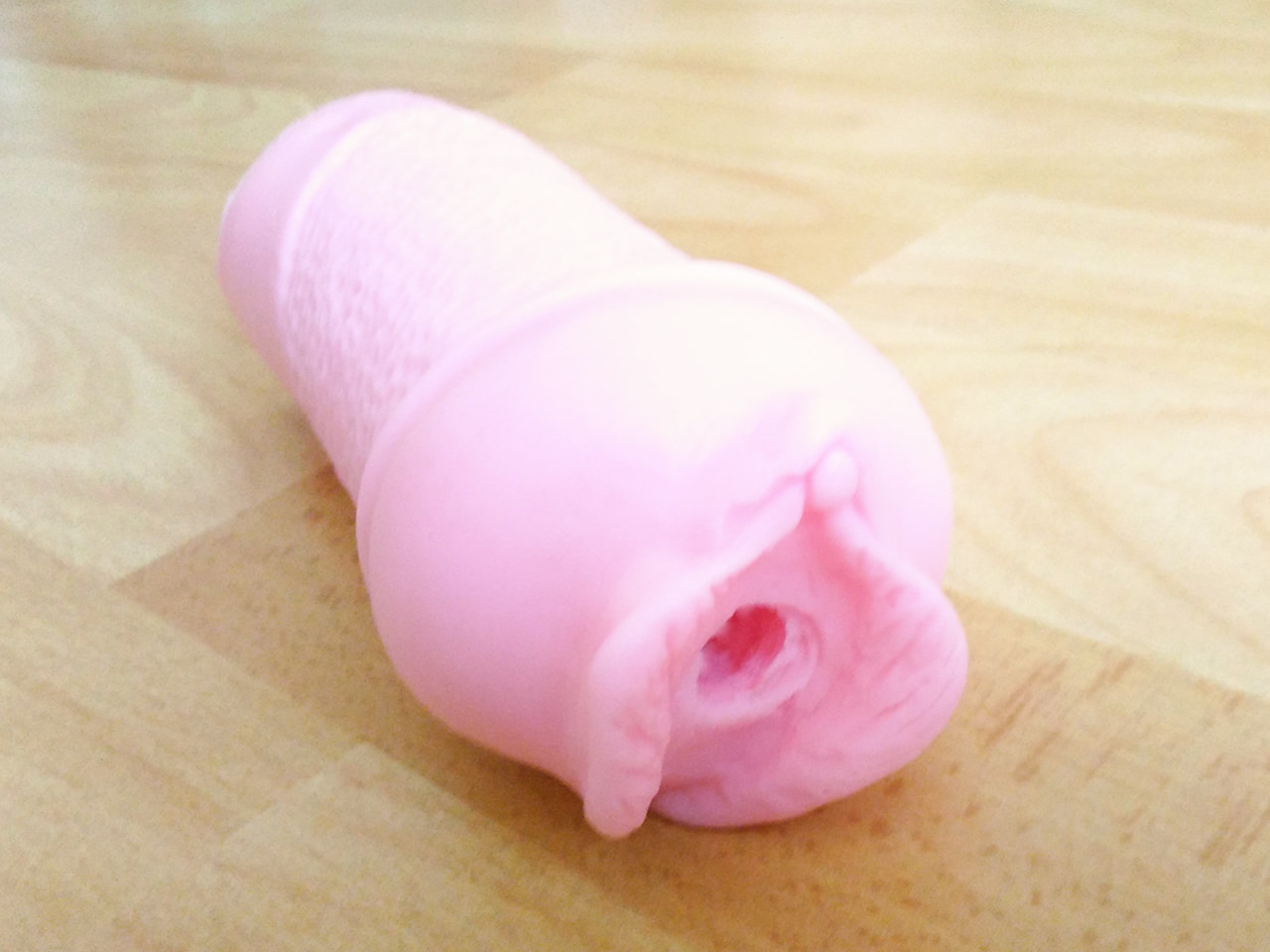
분홍색도 있다.

인공질(人工膣), 오나홀은 여성의 질을 모방하여 만든 남성용 성인용품이다.

## 같이 보기

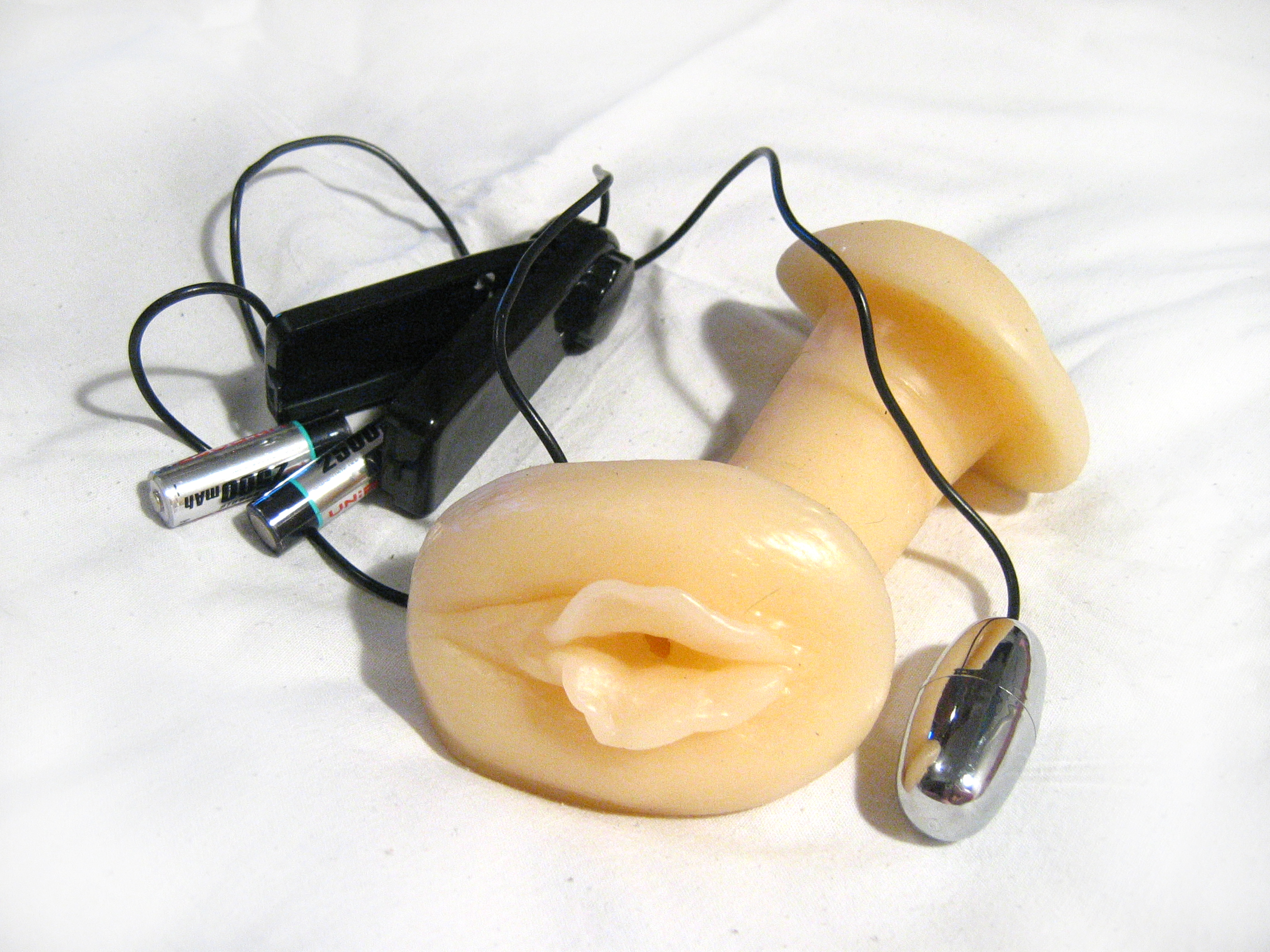

- 딜도
- 섹스 돌